# Редлих, Эмиль
Эмиль Редлих (нем. Emil Redlich; 18 января 1866, Брюнн, Австрийская империя — 7 июня 1930, Вена) — австрийский невролог, нейроанатом и психиатр.

## Биография
Еврейского происхождения. В 1889 году получил докторскую степень по медицине в Венском университете. Занимался анатомическими исследованиями мозга в институте Генриха Оберштейнера.
В 1895 году работал в неврологическом институте Юлиуса Вагнера-Яурегга, в 1898 году возглавил частное психиатрическое учреждение в Инзерсдорфе (ныне район Лизинг Вена).
В 1914 году был назначен директором психиатрической больницы (Nervenheilanstalt Maria-Theresia-Schlössel) в Вене.

## Научная деятельность
Занимался исследованиями в области физиологии и патологии центральной нервной системы. Автор около 140 научных работ.
Одним из первых (в 1880-е годы) предложил связь между прогрессирующим параличем и сифилисом. Проводил опыты в области эпилепсии, рассеянного склероза, энцефалита, дегенерации спинного мозга, нарколепсии, неврозов и истерий. В 1898 году описал амилоидные бляшки (англ. senile plaques) и др.
Описал также вспышку рассеянного Encephalomyelitis (Энцефаломиелит) (болезнь Редлиха—Флатау) с поражениями, разбросанными по головному и спинному мозгу.
Эта болезнь стала известна, как «синдром Редлиха-Флатау», выявлена независимо друг от друга с Эдвардом Флатау (1868—1932), который заявил, что причиной болезни может быть вирус, что позднее подтвердилось.
В честь профессора и его коллеги Генриха Оберштейнера названа также Зона Редлиха-Оберштейнера, место вхождения заднего корешка в спинной мозг.
Эмиль Редлих был женат на Амалии Цукеркандль, представительнице известного венского еврейского семейства, погибшей в 1941 году в концентрационном лагере в Польше.

## Избранные труды
- Zur pathologischen Anatomie der Syringomyelie und Hydromyelie. Zeitschrift für Heilkunde 12, ss. 553—574, 1891
- Ueber eine eigenthümliche, durch Gefässdegenerationen hervorgerufene Erkrankung der Rückenmarkshinterstränge. Zeitschrift für Heilkunde 12, ss. 247—268, 1891
- Die hinteren Wurzeln des Rückenmarkes und die pathologische Anatomie der Tabes dorsalis. Arb. a. d. Inst. f. Anat. u. Physiol. d. Centralnervensyst. an d. Wien. Univ., ss. 1-52, 1892
- Zur Kenntniss der Rückenmarksveränderungen nach Amputationen. Centralbl. f. Nervenh. u. Psychiat. 4, ss. 1-5, 1893
- Ueber einen Fall von infantiler, erworbener Kleinhirnatrophie. Aerztl. Centr.-Anz. 6, s. 559, 1894
- Ueber die sogenannte subcorticale Alexie. Jahrbücher für Psychiatrie 13, ss. 243—302, 1894/95
- Zur Casuistik der Kleinhirnerkrankungen. Wien. med. Wchnschr. 45, ss. 817—821, 1895
- Die Pathologie der tabischen Hinterstrangserkrankungen. Jena, 1897.
- Die spastische Spinalparalyse und die hereditäre spastische Spinalparalyse.
- Über multiple Sklerose.
- Neuere Untersuchungsbehelfe in der Diagnostik der Hirnkrankheiten. Deutsche Klinik, 6, 1, 1906
- Redlich, Obersteiner. Die Krankheiten des Rückenmarks. Handbuch der praktischen Medizin, in Verbindung mit Zahlreichen Gelehrten. Stuttgart, 1906.
- Die Psychosen bei Gehirnerkrankungen. W: Handbuch der Psychiatrie. Leipzig-Wien, 1912.
- Hirntumor. W: Handbuch der Neurologie, Band III. Berlin, 1912.
- Zur Narkolepsiefrage, 1915
- Epilepsie. W: Handbuch der Neurologie, Suppl. Band. Berlin, 1920.